# Resolution 79/81 der UN-Generalversammlung
Die Resolution A/RES/79/81 wurde am 3. Dezember 2024 auf der 46. Plenarsitzung der Generalversammlung der Vereinten Nationen mit 157 Ja-Stimmen, 8 Nein-Stimmen und 7 Enthaltungen angenommen. 13 Staaten nahmen an der Abstimmung nicht teil.

## Inhalt
Die Resolution
- wiederholt den Appell zu einem sofortigen, gerechten und dauerhaften Frieden zwischen Israel und Palästina auf der Basis der Zweistaatenlösung,
- begrüßt die Initiative der Global Alliance for the Implementation of the Two-State Solution[2] zu einer Konferenz im Juni 2025,
- fordert eine internationale Konferenz in Moskau, wie es bereits in der Resolution 1850 des UN-Sicherheitsrates vorgeschlagen wurde,
- fordert beide Parteien auf, verantwortlich und im Einklang mit dem Völkerrecht zu handeln,
- fordert, dass Israel, die Besatzungsmacht, sich strikt an seine völkerrechtliche Verantwortung hält,
- erinnert an den Grundsatz der Unzulässigkeit des gewaltsamen Landerwerbs und damit an die Rechtswidrigkeit der Annexion eines Teils der besetzten palästinensischen Gebiete, einschließlich Ostjerusalems,
- weist jeden Versuch einer demografischen oder territorialen Veränderung des Gazastreifen zurück und betont, dass der Gazastreifen Bestandteil des 1967 besetzten palästinensischen Hoheitsgebiets ist,
- bekräftigt, im Einklang mit dem Völkerrecht, das Bekenntnis zur Zweistaatenlösung, bei der Israel und Palästina Seite an Seite in Frieden und Sicherheit in anerkannten Grenzen, die auf den Grenzen vor 1967 basieren, leben,
- ruft zu Israels Rückzug aus dem seit 1967 besetzten palästinensischem Gebiet, inklusive Ostjerusalem, auf.

In einem Anhang werden die Modalitäten für eine Internationale Konferenz für die friedliche Beilegung der palästinensischen Frage und der Implementierung der Zweistaatenlösung ausgeführt, die im Juni 2025 in New York stattfinden soll und bei der Frankreich und Saudi-Arabien den Vorsitz führen sollen.